# أتسوشي كاواتا
أتسوشي كاواتا (باليابانية: 河田 篤秀) (18 سبتمبر 1992 في أوساكا في اليابان – )؛ هو لاعب كرة قدم سابق كان يلعب كمهاجم.

## وصلات خارجية
- أتسوشي كاواتا على موقع رابطة كرة القدم اليابانية للمحترفين (اليابانية)
- أتسوشي كاواتا على موقع قاعدة بيانات كرة القدم.إي يو (الإنجليزية)
- أتسوشي كاواتا على موقع Soccerway.com (الإنجليزية)
- أتسوشي كاواتا على موقع عالم كرة القدم.نت (الإنجليزية)